# Viktor Tsybulenko
Viktor Serhijovytj Tsybulenko (ukrainska: Віктор Сергійович Цибуленко), ryska: Виктор Сергеевич ЦЫбуленко - Viktor Sergejevitj Tsybulenko;  född 13 juli 1930 i Veprik i Kiev oblast i Ukrainska SSR i Sovjetunionen, död 19 oktober 2013 i Kiev i Ukraina, var en sovjetisk friidrottare.
Han blev olympisk mästare i spjutkastning vid sommarspelen 1960 i Rom.